# 高桑守史
高桑 守史（たかくわ もりふみ、1945年 - 2018年4月4日）は、日本の民俗学者。大東文化大学名誉教授。本名は守。学位は博士（文学）（1992年、筑波大学にて取得）。

## 来歴
石川県松任市（現・白山市）に生まれる。1970年に早稲田大学第一文学部史学科東洋史専修を卒業して東京教育大学大学院文学研究科日本史学（民俗学）専攻に進み、1975年に修士課程を修了した。
石川県白山自然保護センター技師、山口大学教養部助教授、国立歴史民俗博物館民俗研究部助教授、筑波大学歴史・人類学系教授、大東文化大学教授を歴任。1992年 筑波大学より博士（文学）の学位を取得した。

## 業績
能登半島を中心として漁村の調査をおこない、その類型化をおこなった。また福田アジオが提唱した伝承母体を「人を捨象して集団表象としての地域を指示する用いられ方が多かった」とし、新たに「民俗を生成し、保持管理し、変革する主体としての人間、およびその集団」として伝承主体という概念を提示した。

## 著書

### 単著
- 高桑守史『漁村民俗論の課題』未来社、1983年。doi:10.11501/12168609。 NCID BN02610154。全国書誌番号:83026883。
- 高桑守史『日本漁民社会論考 民俗学的研究』未来社、1994年。ISBN 978-4624200664。 NCID BN10416135。全国書誌番号:94034939。

### 共編著
- 『能登 寄り神と海の村』（小林忠雄との共著）日本放送出版協会、1973年
- 『渚と日本人 入浜権の背景』（髙﨑裕士との共著）日本放送出版協会〈NHKブックス〉、1976年
- 『図説日本民俗学』（福田アジオ・古家信平・上野和男・倉石忠彦との共編）吉川弘文館、2009年

## 論文
- 高桑守史「「札幌大学社会学演習実態調査報告書」第1号～第5号」『日本民俗学』第99号、日本民俗学会、1975年6月、55-57頁、ISSN 04288653。
- 高桑守史「定置網漁村に於ける網株と階層構成:能登半島沿岸漁村社会の形態分析」『日本民俗学』第104号、日本民俗学会、1976年3月、1-22頁、ISSN 04288653。
- 高桑守史「都市民俗学:その研究動向と課題」『日本民俗学』第124号、日本民俗学会、1979年9月、87-95頁、ISSN 04288653。
- 高桑守史「沿岸漁村の変化と漁民社会の特質」『日本の沿岸文化』、古今書院、1989年、254-261頁。
- 高桑守史「漁撈民俗をめぐる諸問題 海洋人類学の足跡と漁民研究」『千葉県史研究』創刊号、千葉県、1993年2月、135-141頁、doi:10.24484/sitereports.124385-81885。
- 高桑守史「なぎさとの共生 民俗空間としての浜辺」『明日へのJCCA』第207号、建設コンサルタンツ協会、2000年4月、8-11頁。